# Портрет Роберта Егоровича Ренни
«Портрет Роберта Егоровича Ренни» — картина Джорджа Доу и его мастерской из Военной галереи Зимнего дворца.
Картина представляет собой погрудный портрет генерал-майора Роберта Егоровича Ренни из состава Военной галереи Зимнего дворца.
С начала Отечественной войны 1812 года полковник Ренни состоял генерал-квартирмейстером 3-й Обсервационной армии, отличился при Кобрине, а за бой под Городечно получил чин генерал-майора. Во время Заграничного похода 1813 года был начальником штаба корпуса Ф. Ф. Винцингероде, отличился во многих сражениях в Германии и Франции. Во время кампании Ста дней был начальником штаба 4-го пехотного корпуса и вновь совершил поход во Францию.
Ошибочно изображён в генеральском мундире, введённом для пехотных генералов 7 мая 1817 года — он такой мундир не носил, поскольку с начала 1816 года находился в отставке и должен быть изображён в мундире образца 1808 года с двумя рядами пуговиц. Слева на груди звезда ордена Св. Анны 1-й степени; на шее крест ордена Св. Георгия 3-го класса и кресты прусских орденов Красного орла 2-й степени и Пур ле мерит; по борту мундира крест ордена Св. Владимира 2-й степени (надет с нарушением правил ношения — должен быть на шее вместе с орденом Св. Георгия, а прусские ордена в этом случае должны быть ниже их, по борту мундира); в петлице крест шведского Военного ордена Меча 4-й степени; справа на груди серебряная медаль «В память Отечественной войны 1812 года» на Андреевской ленте и звезда ордена Св. Владимира 2-й степени. С тыльной стороны картины надписи: Renny и Geo Dawe RA pinxt. Подпись на раме: Р. Е. Ренни, Генералъ Маiоръ.

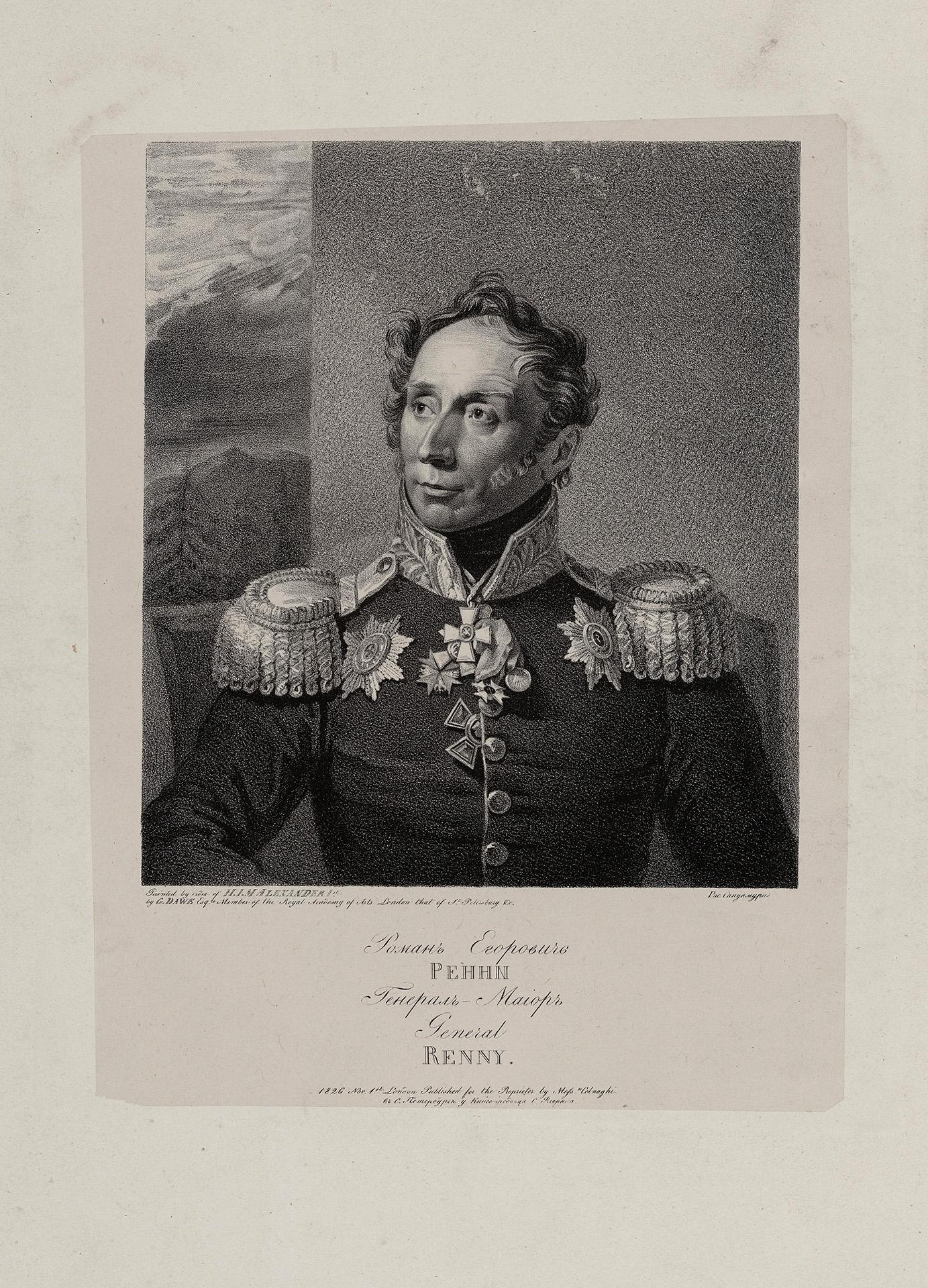
Литография А. И. Сандомури. 1826 год. Эрмитаж

7 августа 1820 года Комитетом Главного штаба по аттестации Ренни был включён в список «генералов, заслуживающих быть написанными в галерею» и 3 июля 1821 года император Александр I приказал написать его портрет. Гонорар Доу был выплачен 24 февраля и 1 июля 1822 года. Готовый портрет был принят в Эрмитаж 7 сентября 1825 года.
В 1826 году в Лондоне фирмой Messrs Colnaghi по заказу петербургского книготорговца С. Флорана была напечатана датированная 1 ноября 1826 года литография по рисунку А. И. Сандомури, снятого с галерейного портрета; один из сохранившихся отпечатков гравюры также имеется в собрании Эрмитажа (китайская бумага, литография, 67,5 × 49,5 см, инвентарный № ЭРГ-487).
В 1840-е годы в мастерской И. Песоцкого с галерейного портрета была сделана литография, опубликованная в книге «Император Александр I и его сподвижники» и впоследствии неоднократно репродуцированная.